# Bouquet des Moines
 (août 2020).
Si vous disposez d'ouvrages ou d'articles de référence ou si vous connaissez des sites web de qualité traitant du thème abordé ici, merci de compléter l'article en donnant les références utiles à sa vérifiabilité et en les liant à la section « Notes et références ».
Le Bouquet des Moines est un fromage belge produit à Herve en province de Liège.
Son nom complet est le Bouquet des Moines de l'Abbaye du Val-Dieu du nom de l'abbaye proche de la ville de Herve.
Il est fabriqué par la fromagerie Terre de fromages (anciennement Herve Société.)

## Description
Selon le site internet de son producteur, le Bouquet des Moines est un fromage à pâte molle et à croûte fleurie. Fromage au lait pasteurisé de vache, il serait « onctueux sous la croûte mais son cœur reste plus ferme, l'affinage se produisant de la croûte vers le cœur. »